# درگیری جنوب لبنان (۱۹۸۵–۲۰۰۰)

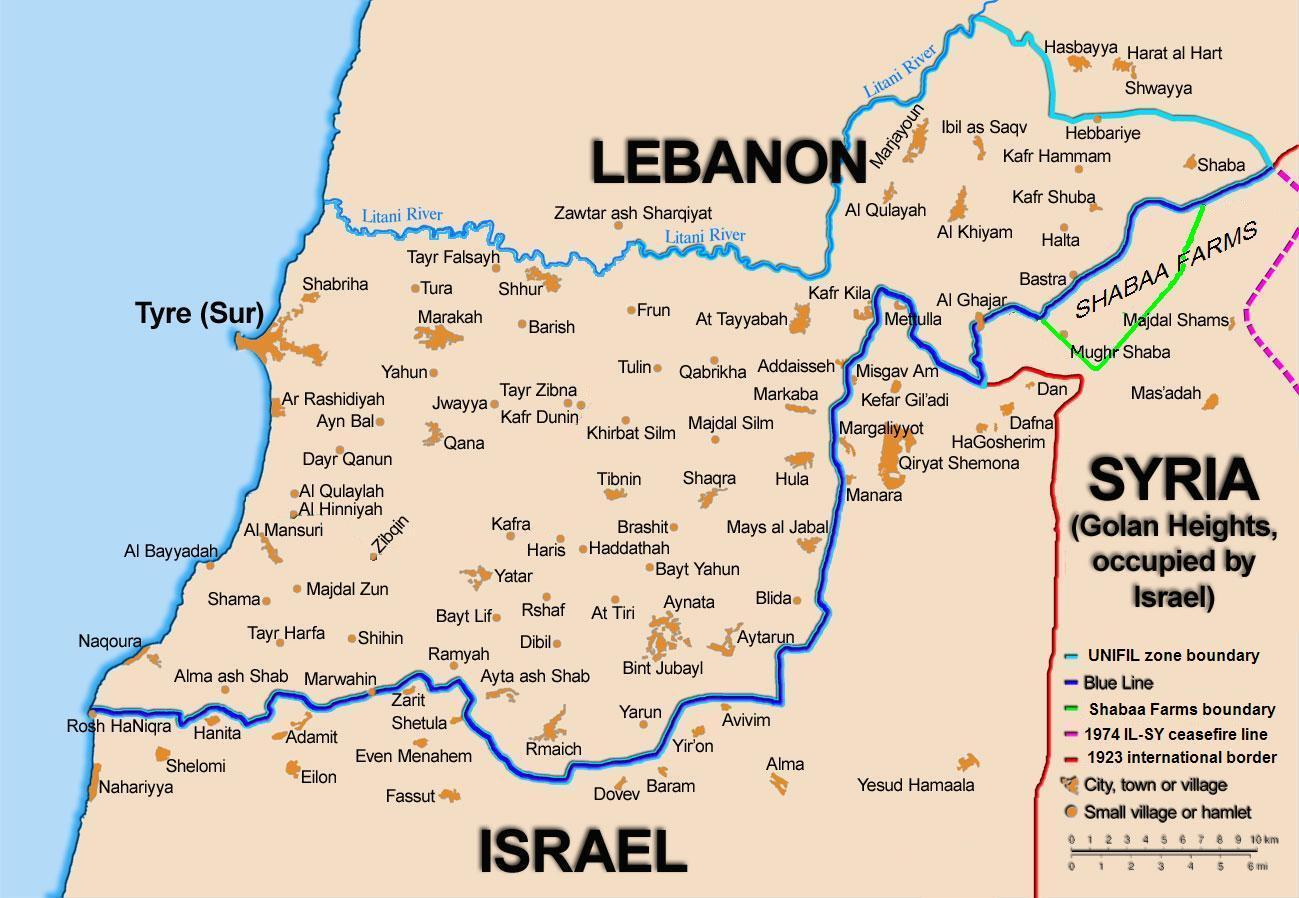
خط آبی مرز لبنان و اسرائیل را پوشش می‌دهد. یک گسترش داخلی مرزهای لبنان و جولان را پوشش می‌دهد

درگیری جنوب لبنان (۲۰۰۰–۱۹۸۵) (که در اسرائیل به عنوان کمپین حریم امنیتی در لبنان شناخته می‌شود) به ۱۵ سال جنگ میان شبه نظامیان نیابتی اسرائیل به نام ارتش جنوب لبنان با کمک و پشتیبانی نظامی و لجستیکی نیروهای دفاعی اسرائیل علیه چریک‌های مسلمان لبنان به رهبری حزب‌الله لبنان مورد حمایت ایران اشاره دارد. این جنگ در منطقه‌ای به اسم «حریم امنیتی» در جنوب لبنان رخ داد. این جنگ می‌تواند به ادامه درگیری‌ها در این منطقه نیز اشاره داشته باشد مانند:شروع عملیات سازمان آزادی‌بخش فلسطین (PLO) به جنوب لبنان پس از سپتامبر سیاه در اردن.
علت جنگ، تنش تاریخی بین آوارگان فلسطینی و جناح‌های لبنانی بود که جنگ سیاسی داخلی لبنان را در میان جناح‌های مختلف به وجود آورد. با توجه به این موضوع، درگیری‌های لبنان جنوبی را می‌توان بخشی از جنگ داخلی لبنان نیز دانست.
در درگیری‌های قبل از حمله اسرائیل به لبنان در ۱۹۸۲، اسرائیل تلاش کرد تا پایگاه‌های ساف (سازمان آزادی‌بخش فلسطین) را با حمایت از شبه نظامیان مارونی مسیحی لبنان ریشه کن کند.
حمله سال ۱۹۸۲ منجر به خروج ساف از لبنان شد. ایجاد حریم امنیتی در جنوب لبنان به نفع غیرنظامیان اسرائیلی بود، اگرچه هزینه زیادی برای غیرنظامیان فلسطینی و لبنانی در پی داشت. علی‌رغم موفقیت اسرائیل در ریشه کن کردن پایگاه‌های ساف و عقب‌نشینی نسبی آن در سال ۱۹۸۵، این حمله اسرائیل بر شدت درگیری با شبه نظامیان محلی لبنان افزود و منجر به تحکیم چندین جنبش محلی شیعه مسلمان در لبنان از جمله حزب‌الله و جنبش امل در جنوب شد
جنبش امل یک جنبش چریکی سازمان یافته نشده در جنوب بود. با گذشت سال‌ها، تلفات نظامی هر دو طرف بیشتر شد، زیرا هر دو طرف از سلاح‌های مدرن تری استفاده می‌کردند و حزب‌الله در تاکتیک‌های خود پیشرفت می‌کرد. در اوایل دهه ۱۹۹۰، حزب‌الله با حمایت سوریه و ایران به عنوان گروه پیشرو و قدرت نظامی ظاهر شد و فعالیت چریکی را در جنوب لبنان در انحصار خود داشت.
بدون هدفی مشخص در جنوب لبنان، ارتش اسرائیل با نوع جنگ حزب‌الله آشنا نبود اگرچه می‌توانست به حزب‌الله ضرر وارد کند، اما هیچ استراتژی طولانی مدت وجود نداشت.
هدف قرار دادن حزب‌الله با موشک‌های جلیل جهت محافظت از جوامع شمالی اسرائیل و حریم امنیتی، متناقض به نظر می‌رسید. حزب‌الله همچنین در جنگ روانی سرآمد بود و اغلب حملات خود به سربازان اسرائیلی را رسانه‌ای می‌کرد.
پس از فاجعه هلیکوپتر اسرائیلی در سال ۱۹۹۷، این سؤال برای مردم اسراییل به‌طور جدی مطرح شد که آیا ادامه اشغال لبنان جنوبی ارزش دارد؟ جنبش چهار مادر در خط مقدم گفتمان عمومی قرار گرفت و نقش اصلی را در جلب افکار عمومی جهت کناره‌گیری اسرائیل داشت.
در اسرائیل عقیده بسیاری بر این بود که حریم امنیتی موقتی است، اما دولت اسرائیل امیدوار بود که یک عقب‌نشینی در چارچوب توافق گسترده‌تری با سوریه و - در پی آن - لبنان انجام شود. با این حال، مذاکرات با سوریه شکست خورد چون در سال ۲۰۰۰، به دنبال وعده مبارزات انتخاباتی، ایهود باراک، او به نخست‌وزیری رسید و یک طرفه نیروهای اسرائیلی را از جنوب لبنان خارج کرد.
مطابق با قطعنامه ۴۲۵ شورای امنیت در ۱۹۷۸؛ این عقب‌نشینی منجر به فروپاشی فوری ارتش جنوب لبنان شد و بسیاری از اعضای آن به اسرائیل فرار کردند. دولت لبنان و حزب‌الله هنوز عقب‌نشینی را ناقص می‌دانستند تا اینکه اسرائیل از کشتزارهای شبعا خارج شد.
به دنبال عقب‌نشینی، حزب‌الله کنترل نظامی و غیرنظامی خود را در قسمت جنوبی لبنان در انحصار خود درآورد. در سال ۲۰۲۰، اسرائیل این درگیری را به عنوان یک جنگ تشخیص داد.

## زمینه
به دنبال جنگ اعراب و اسرائیل در سال ۱۹۴۸، توافقنامه صلح ۱۹۴۹ با میانجیگری سازمان ملل امضا شد. توافق لبنان و اسرائیل یک خط آتش‌بس در نقشه ایجاد کرد که دقیقاً با مرز بین‌المللی بین لبنان و فلسطین از دریای مدیترانه تا سه نقطه سوریه در رودخانه هاسبانی مصادف شد. از این سه نقطه در هاسبانی، خط مرز از رودخانه به سمت شمال تا روستای غجر، سپس در شمال شرقی دنبال می‌شود و مرز لبنان و سوریه را تشکیل می‌دهد. (خط جنوبی از سه نقطه نشان دهنده مرز فلسطین - سوریه در سال ۱۹۲۳ است) در طول این درگیری، نیروهای اسرائیلی ۱۳ روستا را در خاک لبنان اشغال کردند، از جمله بخش‌هایی از مرجعیون، بنت جبیل، و مناطق نزدیک به رودخانه لیتانی، اما به دنبال فشار بین‌المللی و توافق آتش‌بس، اسرائیل از این مناطق عقب‌نشینی کرد.
اگرچه مرز اسرائیل و لبنان نسبتاً آرام بود، اما مطالب موجود در دفترچه یادداشت موشه شارت، نخست‌وزیر اسرائیل، نشان دهنده ادامه درگیری در این مناطق بود. در ۱۶ مه ۱۹۵۴، در طی نشست مشترک مقامات ارشد وزارت دفاع و امور خارجه اسرائیل، داوید بن گوریون به دلیل تنش دوباره بین سوریه و عراق و مشکلات داخلی در سوریه، مشکل لبنان را مطرح کرد. موشه دایان حمایت مشتاقانه خود را برای ورود به لبنان، اشغال سرزمین‌های لازم و ایجاد یک رژیم مسیحی متحد با اسرائیل را اعلام کرد. این موضوع در بحث‌های پروتکل شورور بار دیگر مطرح شد.
با پیروزی اسرائیل در جنگ شش‌روزه ۱۹۶۷، مساحت این کشور دو برابر شد و اسرائیل توانست مرز خود را در همه کشورهای همسایه گسترش دهد، به جزء لبنان، اما اسرائیل را با اشغال بلندی‌های جولان توانست طور مرزی خود با لبنان را بهبود ببخشد. اگرچه بعداً در پی انتخابات ۱۹۷۷ اسرائیل و به قدرت رسیدن حزب لیکود، این کشور توانست مرز خود را در لبنان هم گسترش دهد.

### درگیری در حال ظهور بین اسرائیل و شبه نظامیان فلسطینی
در اواخر دهه ۱۹۶۰ و به ویژه در دهه ۱۹۷۰، به دنبال شکست ساف (سازمان آزادی‌بخش فلسطین) در سپتامبر سیاه اردن، فلسطینیان آواره از جمله مبارزان وابسته به سازمان آزادی‌بخش فلسطین شروع به استقرار در جنوب لبنان کردند. تجاوز بی‌رویه شبه نظامیان فلسطینی، و خودمختاری بزرگی آنان، منجر به ظهور اصطلاح معروف «فتح لند» برای لبنان جنوبی شد. از اواسط دهه ۱۹۷۰ تنش‌ها بین جناح‌های مختلف لبنان و فلسطینیان بسیار بالا گرفت و در نتیجه منجر به جنگ داخلی لبنان شد.
به دنبال حملات متعدد توسط سازمان‌های فلسطینی در سال ۱۹۷۰، که با جنگ داخلی لبنان افزایش یافت، دولت اسرائیل تصمیم به اقدام گرفت. اسرائیل که می‌خواست این سنگر ساف را از بین ببرد، برای مدت کوتاهی در سال ۱۹۷۸ به لبنان حمله کرد، اما نتایج این حمله متفاوت بود. با استقرار نیروهای حافظ صلح سازمان ملل در لبنان (UNIFIL)، سازمان آزادی‌بخش فلسطین به شمال رودخانه لیتانی رانده شد و برای جلوگیری از بازگشت آنان، یک منطقه حائل ایجاد شد. با وجود حمایت‌های مخفیانه پیش از آن، اسرائیل دومین محافظ را با محاصره ارتش مسیحی جنوب لبنان به رهبری سعد حداد ایجاد کرد. (که در ابتدا فقط در شهرهای مرجعیون و القلیعه حضور داشتند)؛ تعهد نظامی اسرائیل نسبت به نیروهای مسیحی تقویت شد. برای اولین بار، اسرائیل به دلیل خسارت در جنوب لبنان، تبلیغات اساسی نامطلوبی را از مطبوعات جهان دریافت کرد، که در آن حدود ۲۰۰۰۰۰ لبنانی (عمدتاً شیعه مسلمان) از منطقه گریختند و در حومه جنوبی بیروت قرار گرفتند. این امر به‌طور غیرمستقیم منجر شد تا نیروهای سوریه در لبنان در اواخر ماه ژوئن علیه مسیحیان روی بیاورند و پویایی جنگ داخلی لبنان را پیچیده‌تر کنند.

### حمله ۱۹۸۲ اسرائیل
در سال ۱۹۸۲، ارتش اسرائیل «عملیات صلح برای جلیل»، یک حمله گسترده به خاک لبنان را آغاز کرد. این حمله به دنبال عملیات لیتانی در سال ۱۹۷۸ انجام شد که اسرائیل قلمرو نزدیک مرز اسرائیل و لبنان را در اختیار گرفت. این تهاجم سعی در تضعیف ساف به عنوان یک نیروی متحد سیاسی و نظامی داشت و سرانجام منجر به عقب‌نشینی ساف و نیروهای سوری از لبنان شد. با پایان این عملیات، اسرائیل از بیروت تا جنوب لبنان را تحت کنترل گرفت و تلاش کرد تا یک دولت طرفدار اسرائیل را در بیروت تأسیس کند تا با آن توافق‌نامه صلح امضا کند. این هدف هرگز تحقق نیافت، بخشی از آن به خاطر ترور رئیس‌جمهور بشیر جمیل در سپتامبر ۱۹۸۲ و امتناع پارلمان لبنان از تأیید این توافق‌نامه بود. عقب‌نشینی نیروهای ساف در سال ۱۹۸۲ برخی از ملی گرایان لبنان را مجبور به مقاومت در برابر ارتش اسرائیل به رهبری حزب کمونیست لبنان و جنبش امل کرد. در این مدت، برخی از اعضای امل شروع به تشکیل یک گروه اسلامی تحت حمایت ایران کردند که هسته «مقاومت اسلامی» را تشکیل داد و سرانجام به حزب‌الله لبنان تبدیل شدند.

## گاه‌شماری

### دوره اشغال ۱۹۸۲–۱۹۸۵ - ظهور حزب‌الله

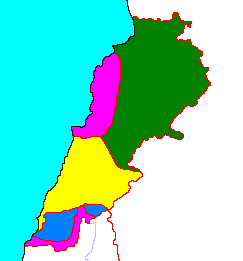
نقشه‌ای که توازن قدرت در لبنان را نشان می‌دهد، ۱۹۸۳: سبز - تحت کنترل سوریه، بنفش - کنترل شده توسط گروه‌های مسیحی، زرد - تحت کنترل اسرائیل، آبی - تحت کنترل سازمان ملل

افزایش خصومت‌ها علیه ایالات متحده منجر به انفجار سفارت آمریکا در بیروت در آوریل ۱۹۸۳ شد. در پاسخ، ایالات متحده با توافق ۱۷ می، برای جلوگیری از خصومت بین اسرائیل و لبنان تلاش کرد. با این حال این توافق‌نامه شکل نگرفت و درگیری‌ها ادامه یافت. در اکتبر، مقر تفنگداران دریایی آمریکا در بیروت منفجر شد (که معمولاً به گروه‌های مقاومت اسلامی نسبت داده می‌شود). به دنبال این حادثه، ایالات متحده نیروهای نظامی خود را از لبنان خارج کرد.
بمب‌گذاری‌های انتحاری در این زمان محبوبیت بیشتری پیدا کرد و نگرانی عمده نیروهای دفاعی اسرائیل (IDF) هم در نزدیکی بیروت و هم در جنوب بود. از جدی‌ترین موارد، دو بمب‌گذاری انتحاری علیه مقر اسرائیل در تایر بود که منجر به کشته شدن ۱۰۳ سرباز، پلیس مرزی و عوامل شاباک و همچنین کشته شدن ۴۹–۵۶ لبنانی شد. اسرائیل معتقد است که این اقدامات از اولین اقدامات سازمان یافته شبه نظامیان شیعه بوده که بعداً به حزب‌الله تبدیل شد. پس از آن، اسرائیل از شهرستان شوف خارج شد، اما به اشغال لبنان در جنوب رودخانه اوالی ادامه داد.
تعداد بیشتری از شبه نظامیان اسلامی در جنوب لبنان فعالیت خود را شروع کردند و حملات چریکی را به مواضع شبه نظامیان اسرائیلی و طرفدار اسرائیل آغاز کردند. نیروهای اسرائیلی غالباً با افزایش اقدامات امنیتی و حملات هوایی به مواضع ستیزه‌جویان پاسخ می‌داد و تلفات در همه طرفها به‌طور پیوسته افزایش می‌یافت. در خلاء با نابودی ساف، مبارزان اسلامی بی نظم در جنوب لبنان شروع به ادغام کردند. حزب‌الله لبنان نوظهور به شبه نظامیان برجسته اسلامی تبدیل شد که در این دوره تکامل یافت. با این حال، محققان در مورد اینکه حزب‌الله به عنوان یک نهاد متمایز شناخته می‌شود یا خیر اختلاف نظر دارند. با گذشت زمان، تعدادی از اعضای گروه شیعه به آرامی در سازمان جذب شدند، مانند اعضای جهاد اسلامی، سازمان مستضعفین روی زمین و سازمان عدالت انقلاب.

### عقب‌نشینی اسرائیل به حریم امنیتی

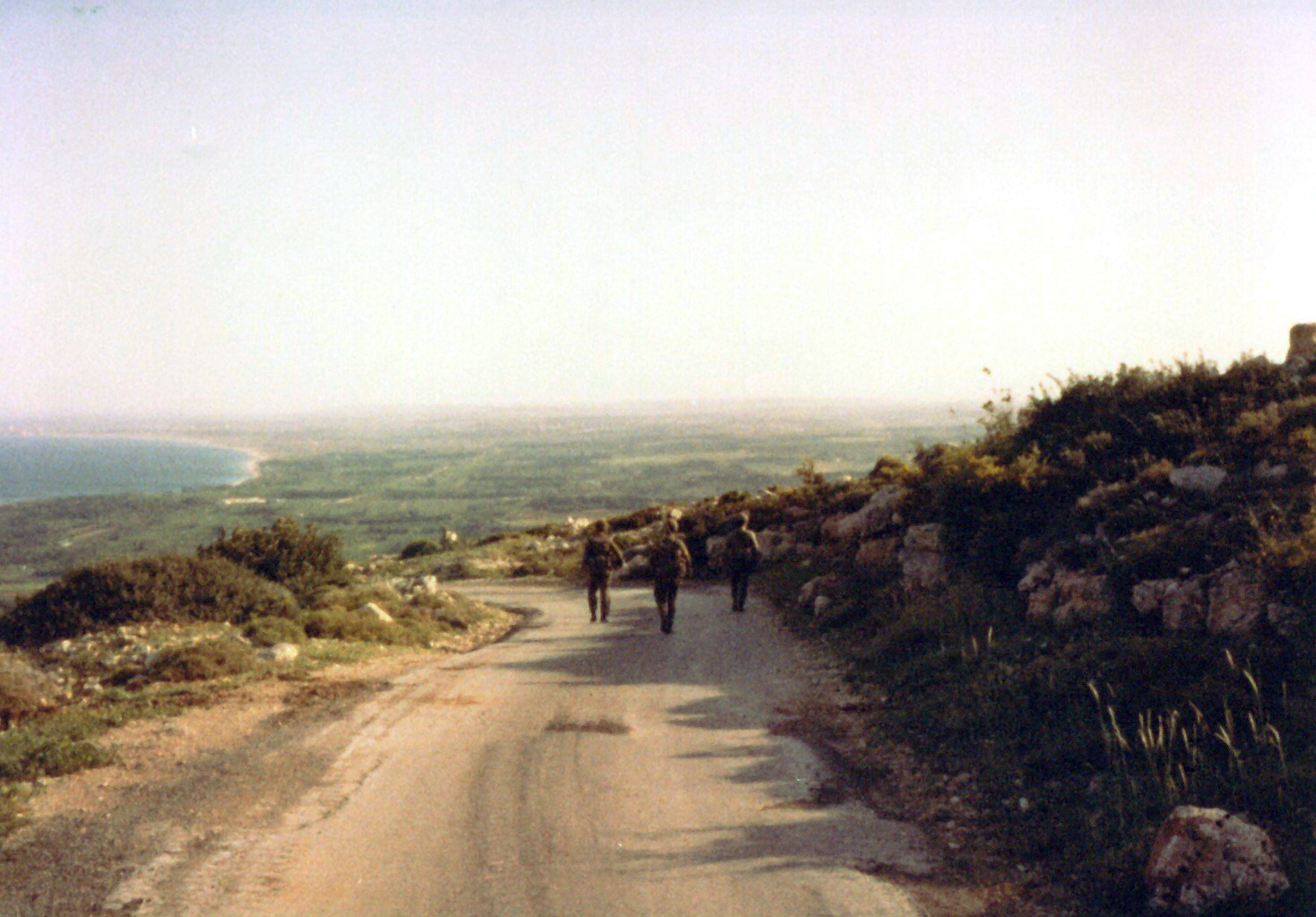
گشت نظامی ارتش اسرائیل در نزدیکی راس بیادا (۱۹۸۶)

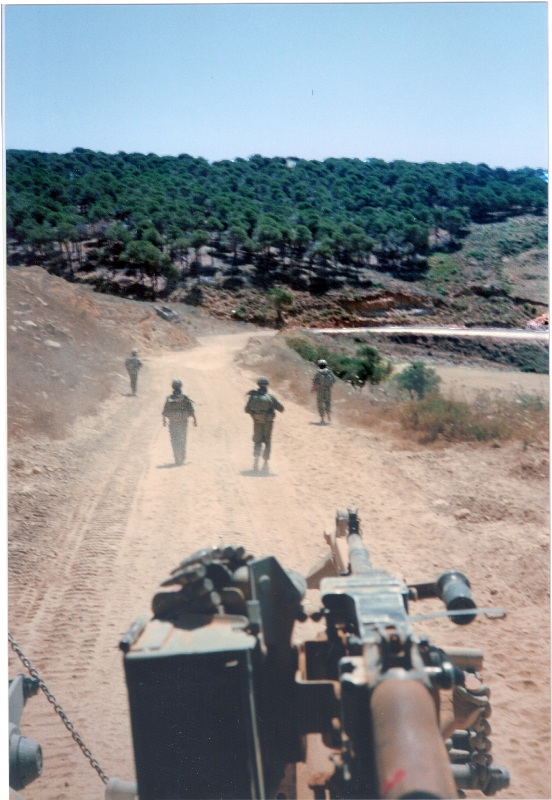
گشت نظامی ارتش اسرائیل در نزدیکی ایشیا لبنان (۱۹۹۳)

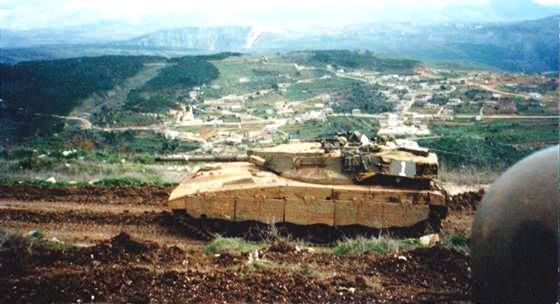
موقعیت تانک اسرائیلی در شامیس الارقوب در نزدیکی ایشیا، لبنان جنوبی (۱۹۹۷)

در ۱۶ فوریه ۱۹۸۵، اسرائیل از صیدا خارج شد و آن را به ارتش لبنان تحویل داد، اما با حملاتی روبرو شد: ۱۵ اسرائیلی در جریان عقب‌نشینی کشته و ۱۰۵ نفر زخمی شدند. ده‌ها نفر از اعضای ارتش جنوب لبنان نیز ترور شدند. از اواسط فوریه تا اواسط مارس، اسرائیلی‌ها ۱۸ کشته و ۳۵ زخمی از دست دادند. در ۱۱ مارس، نیروهای اسرائیلی به شهر زراریا یورش بردند و ۴۰ جنگجوی آمل را به هلاکت رساندند و مقدار زیادی اسلحه به اسارت گرفتند. در ۹ آوریل، یک دختر شیعه با یک اتومبیل بمب‌گذاری شده به داخل کاروان ارتش اسرائیل سوار شد و روز بعد، یک سرباز توسط مین زمینی کشته شد. در همان دوره، نیروهای اسرائیلی طی پنج هفته ۸۰ چریک لبنانی را به قتل رساندند. ۱۸۰۰ شیعه دیگر نیز به عنوان زندانی به زندان افتادند. اسرائیل در ۲۴ آوریل از دره بقاع عقب‌نشینی کرد، و در تاریخ ۲۹ از صور خارج شد، اما به اشغال یک حریم امنیتی در جنوب لبنان ادامه داد.

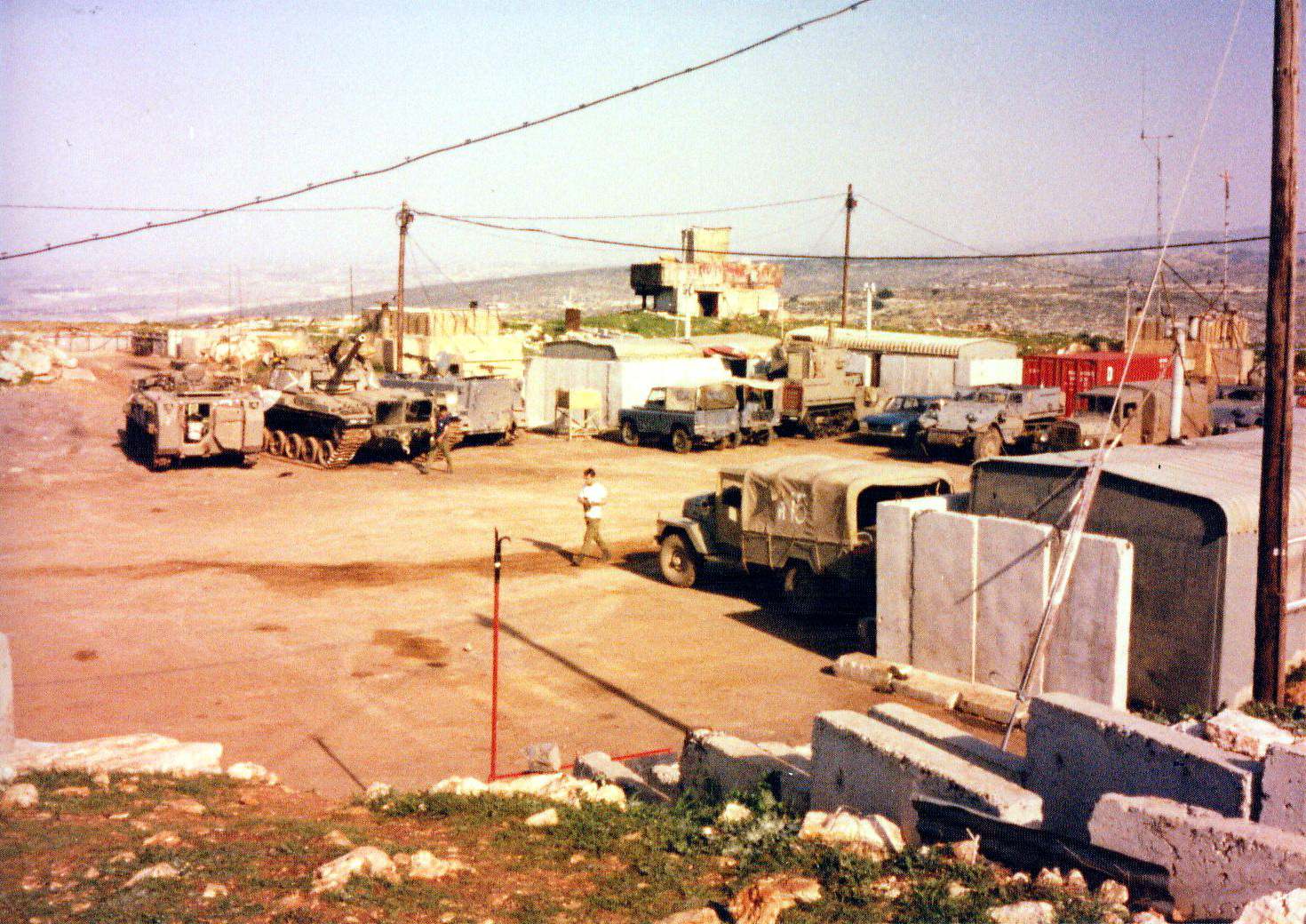
پست نظامی ارتش اسرائیل شکوف ال-هاردون (۱۹۸۶)

### آغاز درگیری حریم امنیتی
در سال ۱۹۸۵، حزب‌الله نامه‌ای سرگشاده به «مستضعفین در لبنان و جهان» منتشر کرد که در آن آمده بود، جهان بین مظلوم و ستمگر تقسیم شده‌است. ستمگران ایالات متحده و اسرائیل نامیده شدند. این نامه استفاده از خشونت علیه دشمنان اسلام، به ویژه غرب را مشروعیت بخشیده و ستایش می‌کند.
نیروهای اسرائیلی و ارتش جنوب لبنان در حریم امنیتی مورد حمله قرار گرفتند. اولین حادثه مهم در اوت ۱۹۸۵ رخ داد، چریک‌های لبنانی جنبش امل در کمین یک کاروان اسرائیلی دو نظامی اسرائیلی و سه نفر از مهاجمان در آتش‌سوزی بعدی کشته شدند.
حملات چریکی لبنان (عمدتاً توسط حزب‌الله) افزایش یافت. مبارزه با اشغال اسرائیل شامل حملات چریکی و بمب‌گذاری‌های انتحاری و حملات موشکی کاتیوشا به اهداف غیرنظامی در شمال اسرائیل از جمله کریات‌شمونا بود. کاتیوشا ثابت کرد که سلاحی مؤثر است و به تکیه گاه اصلی توانایی‌های نظامی حزب‌الله در جنوب لبنان تبدیل شد. این حملات منجر به تلفات نظامی و غیرنظامی شد. با این حال، تعداد قابل توجهی از چریک‌های لبنانی در حال نبرد با نیروهای اسرائیلی و ارتش جنوب لبنان کشته شدند و بسیاری نیز اسیر شدند.
زندانیان اغلب در زندانهای نظامی اسرائیل یا توسط ارتش جنوب لبنان در زندان خیام بازداشت شدند، جایی که زندانیان اغلب شکنجه می‌شدند. زندانیان لبنانی در اسرائیل به جرم شرکت در جنبش‌های چریکی دستگیر و بازداشت شدند و بسیاری از آنها برای مدت طولانی در بازداشت بودند.

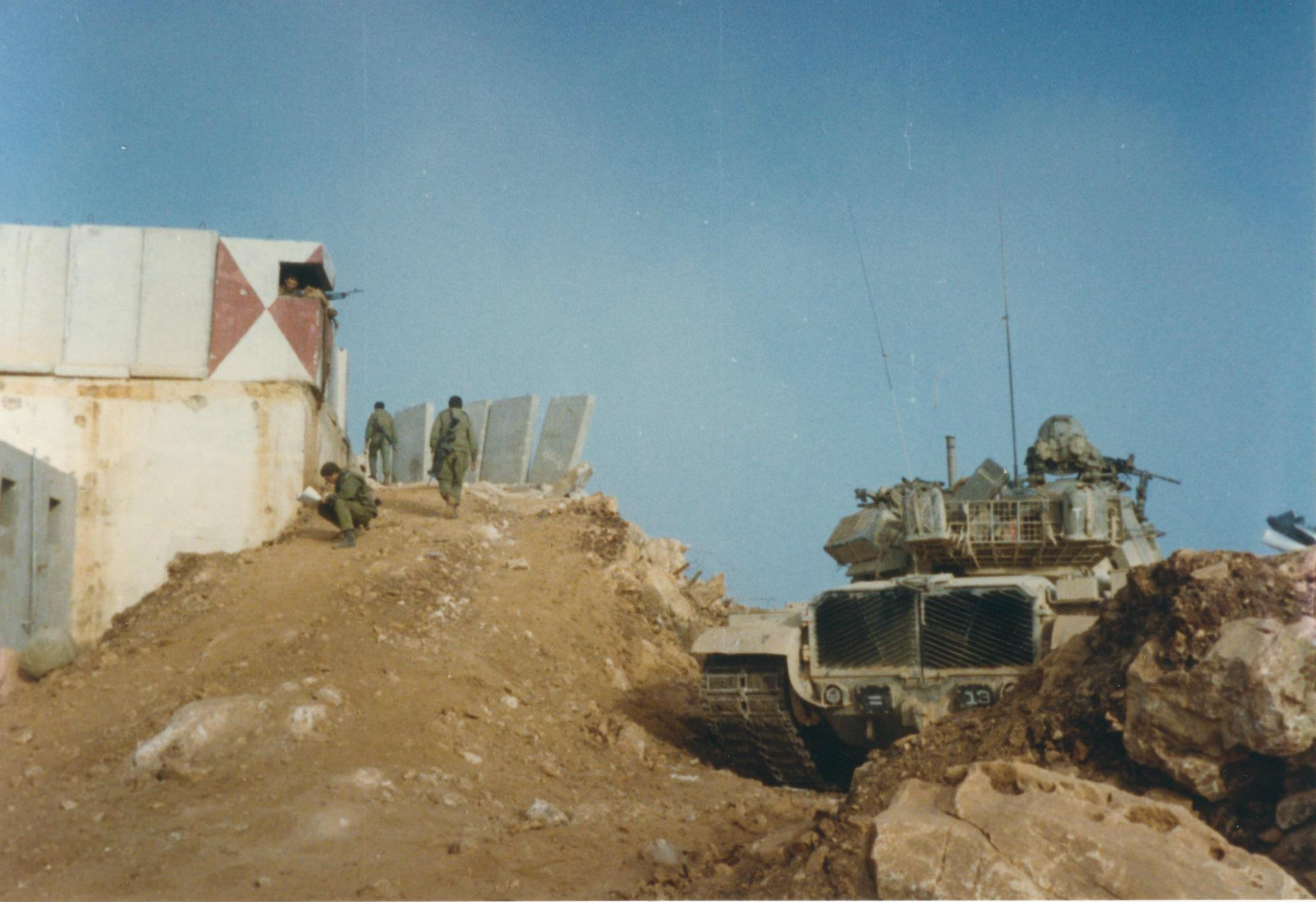
پست ارتش جنوب لبنان (۱۹۸۷)

در سال ۱۹۸۷ مبارزان حزب‌الله از مقاومت اسلامی به یک پاسگاه در برعشیت متعلق به ارتش جنوب لبنان در حریم امنیتی حمله کردند. تعدادی از مدافعان آن کشته یا اسیر شدند و پرچم حزب‌الله بر فراز آن برافراشته شد. یک تانک ام۴ شرمن منفجر شد و یک نفربر زرهی شخصی ام۱۱۳ غارت و پیروزمندانه تا بیروت رانده شد.
در مه ۱۹۸۸، اسرائیل یک عملیات تهاجمی با نام رمز «عملیات قانون و نظم» را آغاز کرد که طی آن ۱۵۰۰–۲۰۰۰ سرباز اسرائیلی به منطقه اطراف دهکده «میدن» لبنان حمله کردند. دو روز جنگ، ۵۰ مبارز حزب‌الله کشته شدند و تلفات ارتش اسراییل به ۳ کشته و ۱۷ زخمی بالغ گردید.
پس از آنکه اسرائیل مقر حزب‌الله در شهر معرکه، صور را منهدم کرد، یک بمب‌گذار انتحاری حزب‌الله یک کامیون حمل و نقل اسرائیلی را که حامل سربازان بود را در مرز اسرائیل و لبنان منفجر کرد. در پاسخ، نیروهای اسرائیلی در کمین دو خودروی حزب‌الله قرار گرفتند و هشت مبارز حزب‌الله را کشتند.
در ۲۸ ژوئیه ۱۹۸۹، کماندوهای اسرائیلی شیخ عبدالکریم عبید، رهبر حزب‌الله را دستگیر کردند. این اقدام منجر به تصویب قطعنامه ۶۳۸ شورای امنیت سازمان ملل شد که همه گروگانگیری‌ها توسط همه طرفها را محکوم کرد.

### توافق‌نامه طائف
جنگ داخلی لبنان با توافق ۱۹۸۹ توافق طائف رسماً به پایان رسید، اما نبردهای مسلحانه حداقل تا اکتبر ۱۹۹۰ ادامه داشت و در لبنان جنوبی حداقل تا سال 1991. در واقع، ادامه حضور اسرائیل در جنوب لبنان منجر به ادامه جنگ با شدت کم و جنگ‌های پراکنده عمده تا زمان خروج اسرائیل در سال ۲۰۰۰ شد.

### درگیری پس از جنگ داخلی

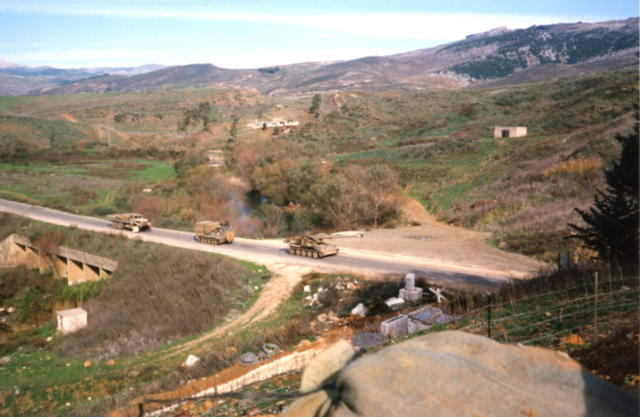
گشت نظامی ارتش اسرائیل در حال عبور از پل خردالا در جنوب لبنان (۱۹۸۸)

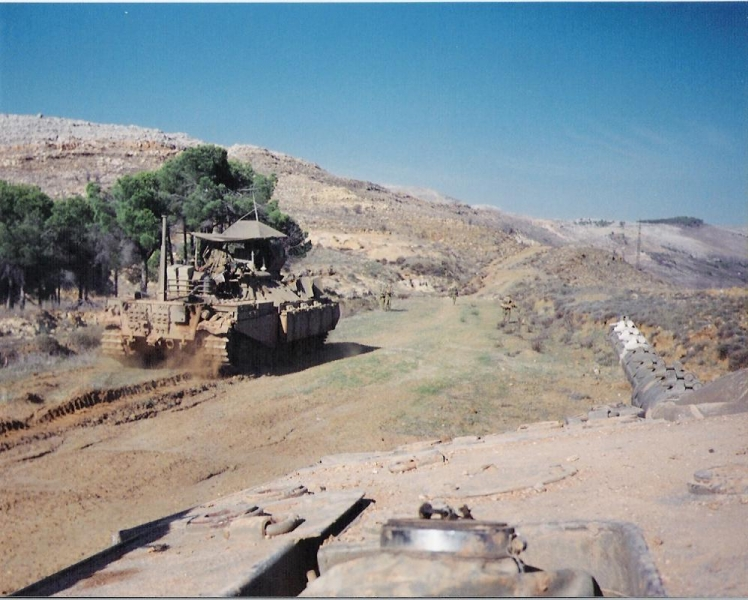
گشت نظامی ارتش اسرائیل در ایشیا (۱۹۹۵)

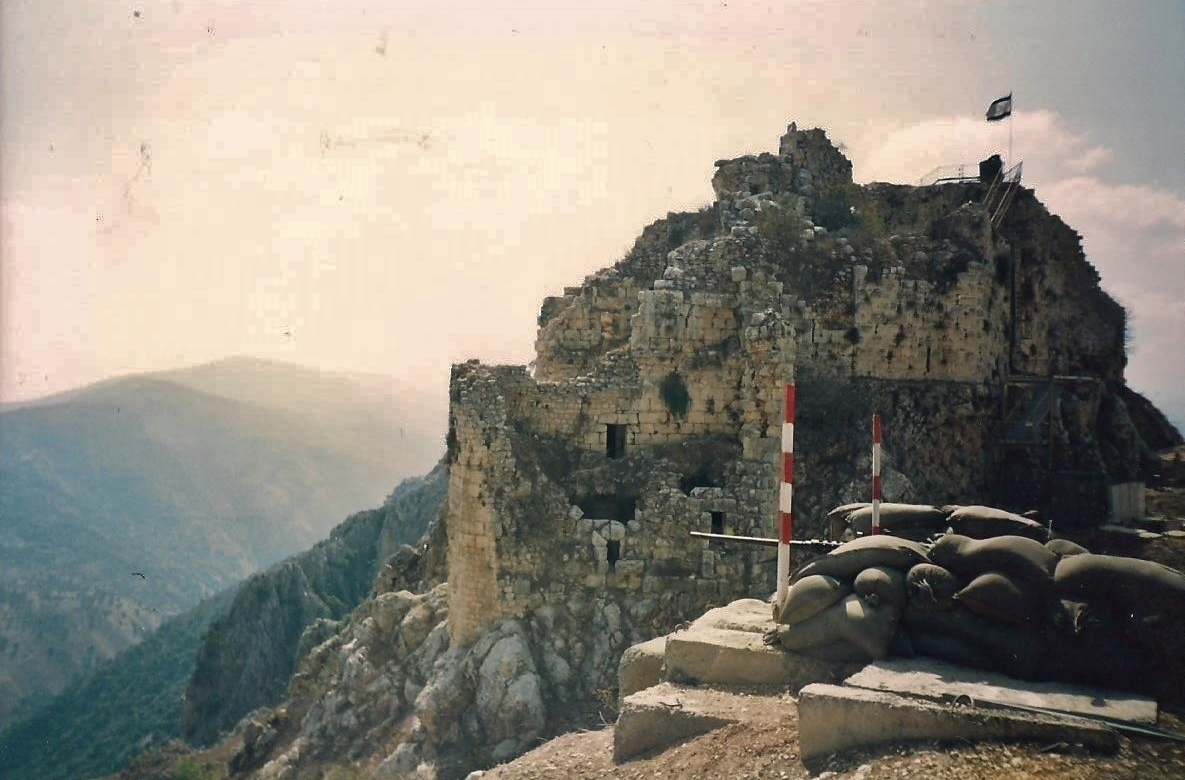
پست نظامی شمال ارتش اسرائیل (۱۹۹۵)

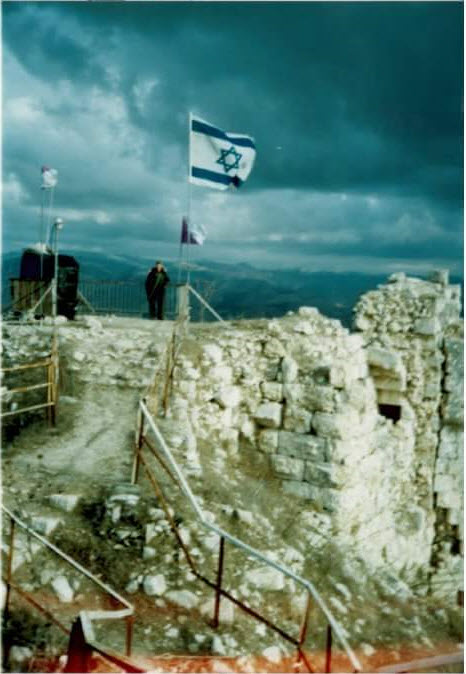
پست نظامی شمال ارتش اسرائیل (۱۹۹۳)

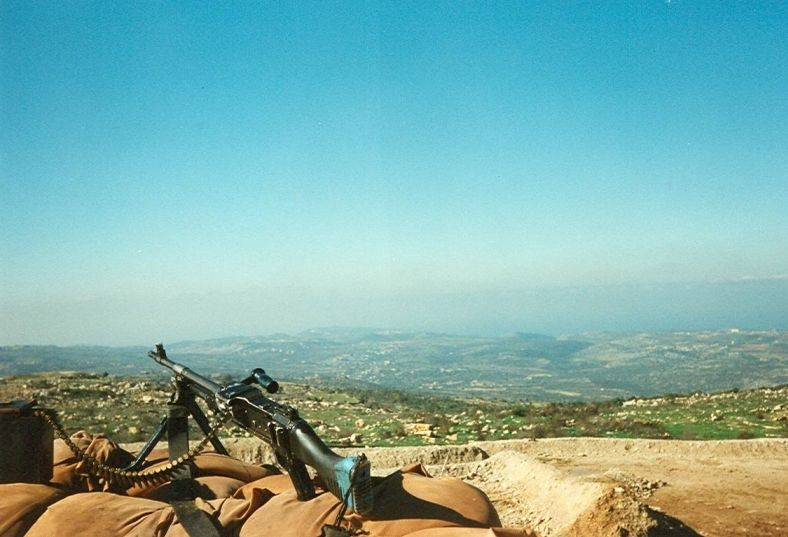
پست نظامی ارتش اسرائیل در لبنان (۱۹۹۸)

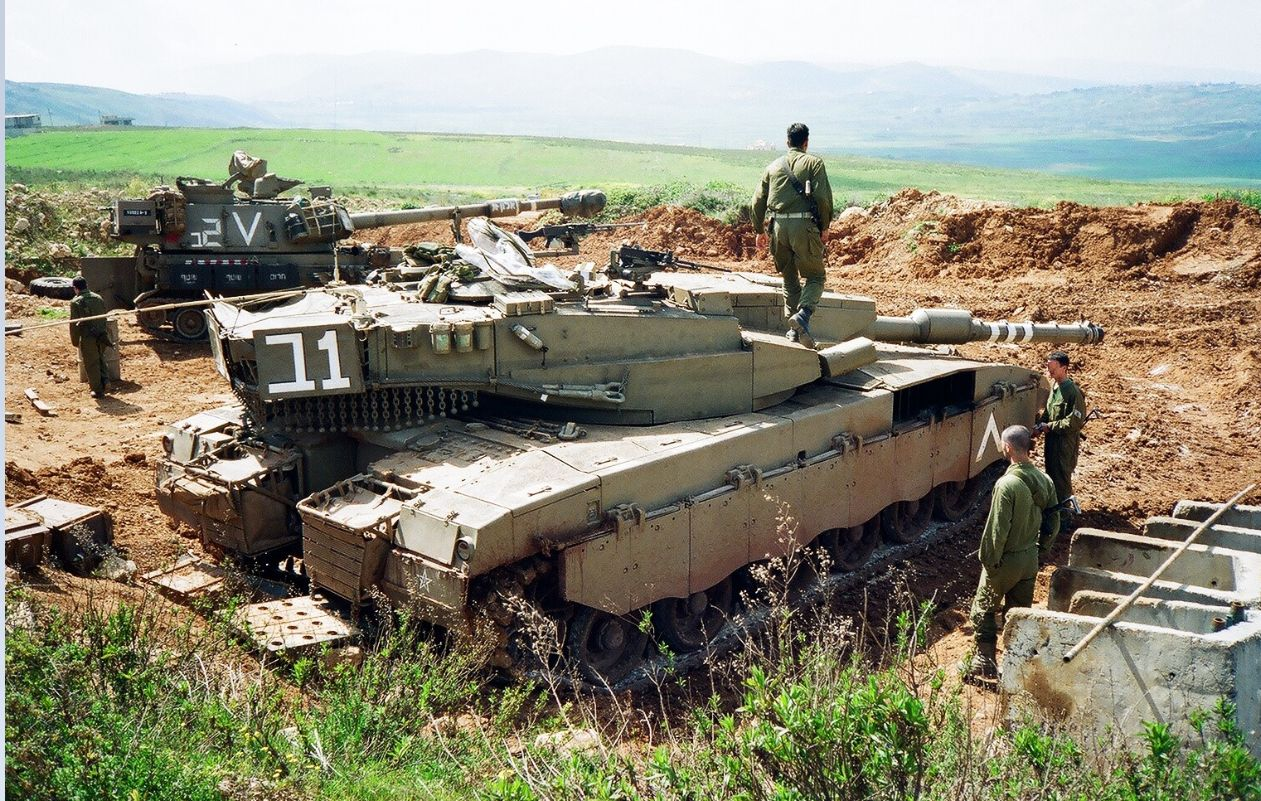
تانک ارتش اسرائیل در نزدیکی پست نظامی در لبنان (۱۹۹۸)

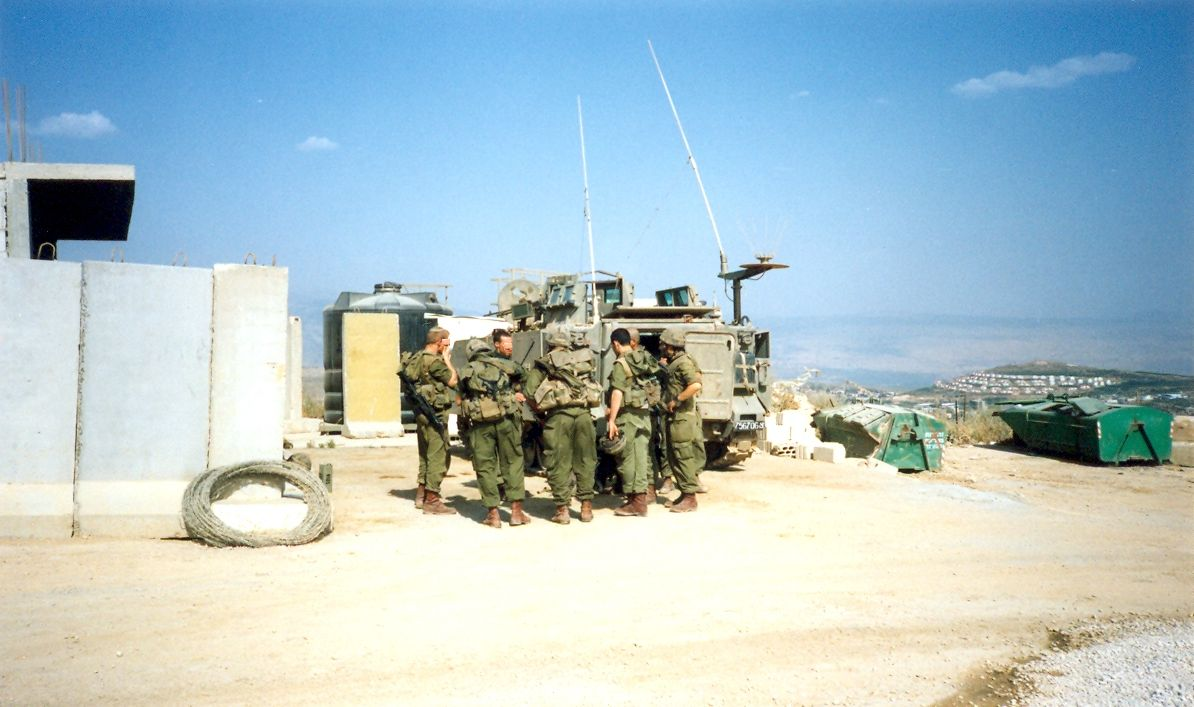
گشت زنی ارتش اسرائیل در جنوب لبنان (۱۹۹۹)

گرچه اکثر درگیری‌های جنگ داخلی لبنان در ماه‌های پس از توافق طائف پایان یافت، اما اسرائیل همچنان حضور نظامی خود را در جنوب لبنان حفظ کرد. در نتیجه، مقاومت اسلامی، تحت سلطه حزب‌الله لبنان، عملیات خود را در جنوب ادامه داد. در ۱۶ فوریه ۱۹۹۲، رهبر حزب‌الله سید عباس موسوی به همراه همسر، پسر و چهار نفر دیگر در اثر شلیک سه موشک از سمت موتورخانه اسرائیلی بوئینگ ای‌اچ-۶۴ آپاچی کشته شد. حمله اسرائیل به تلافی کشتار سه سرباز اسرائیلی دو روز قبل هنگام نفوذ اردوگاه آنها صورت گرفت. حزب‌الله با شلیک موشک بر روی حریم امنیتی اسرائیل پاسخ داد و پس از آن، اسرائیل به سمت آنان شلیک کرد و دو ستون زره پوش را به حریم امنیتی فرستاد تا به مقرهای حزب‌الله در کفرا و یاطر ضربه بزند. حسن نصرالله جانشین موسوی شد. یکی از اولین اعلامیه‌های عمومی نصرالله سیاست «قصاص» بود: اگر اسرائیل اهداف غیرنظامی لبنان را مورد اصابت قرار دهد، آنگاه حزب‌الله با حمله به خاک اسرائیل تلافی می‌کند. در همین حال، حملات حزب‌الله علیه اهداف اسرائیلی در داخل سرزمین‌های اشغالی لبنان ادامه داشت. در واکنش به این حمله، ایهود سدان، رئیس امنیتی سفارت اسرائیل در ترکیه توسط یک بمب خودرو ترور شد.
در سال ۱۹۹۳، خصومت‌ها دوباره شعله‌ور شد. اسرائیل پس از یک ماه گلوله‌باران حزب‌الله به شهرهای اسرائیلی و حمله به سربازان خود، در تیرماه سال ۱۹۹۳ عملیاتی به نام «عملیات پاسخگویی» را برای ضربه زدن به حزب‌الله انجام داد. در این عملیات یک سرباز اسرائیلی و ۸ تا ۵۰ مبارز حزب‌الله به همراه ۲ غیرنظامی اسرائیلی و ۱۱۸ غیرنظامی لبنانی کشته شدند. پس از یک هفته جنگ در لبنان جنوبی، توافق‌نامه مشترکی که توسط ایالات متحده انجام شد، حمله به اهداف غیرنظامی توسط هر دو قسمت را ممنوع کرد.
با پایان «عملیات پاسخگویی» چند روز آرامش حاصل شد تا اینکه در ۱۷ اوت، یک تبادل عمده توپخانه‌ای انجام شد و دو روز بعد، در دو حمله حزب‌الله، ۹ سرباز اسرائیلی کشته شدند. اسرائیل با حملات هوایی علیه مواضع حزب‌الله پاسخ داد و دست کم دو مبارز حزب‌الله را کشت.

### ادامه خصومت در اواخر دهه ۱۹۹۰
در ماه مه ۱۹۹۴، کماندوهای اسرائیلی یک رهبر امل، مصطفی دیرانی را ربودند و در ماه ژوئن، یک حمله هوایی اسرائیل علیه یک اردوگاه آموزشی باعث کشته شدن ۳۰–۴۵ نفر از شاگردان حزب‌الله شد. حزب‌الله با شلیک چهار بمب موشک کاتیوشا به شمال اسرائیل تلافی کرد.
در ماه مه ۱۹۹۵، چهار مبارز حزب‌الله در هنگام درگیری با نیروهای اسرائیلی هنگام تلاش برای نفوذ به موضع اسرائیلی کشته شدند.
«عملیات انگور خشم» در سال ۱۹۹۶ منجر به کشته شدن بیش از ۱۵۰ غیرنظامی و پناهنده شد که اکثر آنها در گلوله‌باران یک پایگاه سازمان ملل در روستای قانا بود. طی چند روز، آتش‌بس بین اسرائیل و حزب‌الله توافق شد تا متعهد شود از تلفات غیرنظامیان جلوگیری کند. با این حال، جنگ حداقل برای دو ماه ادامه داشت.
بریگ ژنرال الی آمیتایی، فرمانده ارتش اسرائیل در حریم امنیتی، در ۱۴ دسامبر ۱۹۹۶ هنگامی که کاروان ارتش اسرائیل که در آن سفر می‌کرد، در بخش شرقی حریم امنیتی زخمی شد. کمتر از یک هفته بعد، هنگامی که آمیتایی، با ژنرال امیرام لوین، رئیس فرماندهی شمال اسرائیل دیدار می‌کرد، توسط یک بمب خمپاره حزب‌الله در موقعیت ارتش جنوب لبنان در نزدیکی «برآشیت» مجروح شد.
در دسامبر ۱۹۹۶، دو سرباز ارتش جنوب لبنان در طی سه روز نبرد کشته شدند و یک مبارز حزب‌الله نیز توسط سربازان اسرائیلی کشته شد.
در ۴ فوریه ۱۹۹۷، دو بالگرد حمل و نقل اسرائیلی هنگام انتظار برای ترخیص برای پرواز به لبنان، بر فراز شعار یاشوو در شمال اسرائیل برخورد کردند. در مجموع ۷۳ سرباز ارتش اسرائیل در این فاجعه کشته شدند. در ۲۸ فوریه، یک سرباز اسرائیلی و چهار چریک حزب‌الله در درگیری کشته شدند.
در طول سال ۱۹۹۷، نیروهای ویژه اسرائیلی، به ویژه یگان شناسایی Egoz، با بیرون راندن مسیرهای نفوذ حزب‌الله، توانایی حزب‌الله جهت نفوذ به حریم امنیتی و کارگذاری بمب‌های کنار جاده‌ای را با مشکل روبرو کردند. کماندوهای اسرائیلی با تشویق از این موفقیت‌ها، حملات خود را برای کشتن فرماندهان حزب‌الله در شمال حریم امنیتی را آغاز کردند. در یک حمله خاص که در شب ۳–۴ اوت ۱۹۹۷ انجام شد، سربازان تیپ جولانی به روستای کفور حمله کردند و سه بمب کنار جاده را که دارای یاتاقانهای توپی بود، جاسازی کردند، که ساعاتی بعد از طرف پهپاد نیروی هوایی اسرائیل منفجر شد و باعث کشته شدن ۵ نفر از اعضای حزب‌الله از جمله دو فرمانده شد. با این حال، در ۲۸ اوت، یک حادثه مهم آتش‌سوزی خودی در وادی سالوکی هنگام درگیری بین نیروهای ارتش اسرائیل از تیپ جولانی، همراه با پشتیبانی هوایی و توپخانه‌ای و شبه نظامیان امل رخ داد. اگرچه چهار شبه نظامی آمل کشته شدند، گلوله‌باران اسرائیلی آتش‌سوزی را در این منطقه به وجود آورد و چهار سرباز کشته شدند.
در ۵ سپتامبر ۱۹۹۷، حمله ۱۶ کماندوی نیروی دریایی اسرائیل شایتت ۱۳ ناکام ماند چون کماندوها در کمین حزب‌الله و امل قرار گرفتند. هنگامی که این نیرو به سمت هدف خود حرکت می‌کردند، در کمین بمب کنارجاده‌ای قرار گرفتند که باعث کشته شدن فرمانده، سرهنگ دوم یوسی کوراکین و کشته شدن بیشتر نیروها شد. بازماندگان با کمک رادیویی تماس گرفتند و اسرائیل بلافاصله یک تیم نجات از یگان ۶۶۹ و سایرت متکل را با دو بالگرد سی‌اچ-۵۳ اعزام کرد. یک نیروی نجات از هلی کوپترها و قایق‌های موشکی برای پشتیبانی به آنجا آمدند و امدادگران با انجام حملات هوایی، کشته شدگان و بازماندگان را تخلیه کردند. یگان‌های ضدهوایی ارتش لبنان آتش ضدهوایی برپا کرده و به سمت بالگردها تیراندازی کردند و متعاقباً یک فروند اف-۱۶ اسرائیلی به موقعیت ضدهوایی حمله کرد. حزب‌الله با خمپاره‌اندازی، پزشک را با نیروی امداد نجات داد و یک بالگرد را آسیب رساند و قایق‌های موشکی اسرائیلی به سمت محل اصابت خمپاره شلیک کردند. این نبرد هنگامی به پایان رسید که اسرائیل با تماس با دولت ایالات متحده و ارسال پیامی برای انتقال به سوریه و از آنجا به حزب‌الله، تهدید کرد که اگر حزب‌الله تلاش کند مأموریت نجات را متوقف کند، حزب‌الله و امل را با نیروی عظیم توقیف خواهد کرد. دوازده اسرائیلی به همراه شش مبارز حزب‌الله و امل و دو سرباز لبنانی کشته شدند. در سال ۲۰۱۰ حسن نصرالله ادعا کرد که حزب‌الله موفق شد تا پهپاد اسرائیلی را که بر فراز لبنان پرواز می‌کند هک کند و بدین ترتیب یاد بگیرد که کماندوها در کدام مسیر قصد داشتند از آن استفاده کنند و بنابراین کمین را بر این اساس آماده کردند. در ۱۳–۱۴ سپتامبر، حملات ارتش اسرائیل در لبنان چهار مبارز دیگر حزب‌الله و شش سرباز لبنانی را کشت.
در ۱۲ سپتامبر ۱۹۹۷، سه مبارز حزب‌الله در کمین تکاوران Egoz در لبه مرز حریم امنیتی کشته شدند. یکی از آنها هادی نصرالله، فرزند حسن نصرالله رهبر حزب‌الله بود. در ۲۵ مه ۱۹۹۸ بقایای سربازان اسرائیلی کشته شده در حمله ناموفق کماندویی با ۶۵ زندانی لبنانی و اجساد ۴۰ مبارز حزب‌الله و سربازان لبنانی اسیر شده توسط اسرائیل مبادله شد. از میان اجسادی که به لبنان بازگردانده شد، بقایای هادی نصرالله بود.
در طی سال ۱۹۹۸، ۲۱ سرباز اسرائیلی در جنوب لبنان کشته شدند. اسرائیل برای جلوگیری از توانایی‌های حزب‌الله یک کار مشترک انجام داد و در دسامبر ۱۹۹۸، ارتش اسرائیل زاهی نعیم حد احمد مهابی، کارشناس مواد منفجره حزب‌الله در شمال بعلبک را ترور کرد.
۲۳ فوریه ۱۹۹۹ یک واحد چترباز ارتش اسرائیل در یک گشت شبانه در جنوب لبنان کمین کرد. سرگرد ایتان بالاحسان و دو ستوان کشته و پنج سرباز دیگر زخمی شدند.
کمتر از یک هفته بعد (۲۸ فوریه) بمبی کنار جاده‌ای در جاده بین کاوکابا و آرنون در حریم امنیتی تحت اشغال اسرائیل منفجر شد. سرتیپ ارز گرشتاین، فرمانده تیپ جولانی و رئیس واحد ارتباطی اسرائیل در لبنان، بنابراین بالاترین افسر اسرائیلی که در آن زمان در لبنان خدمت می‌کرد، همچنین دو سرباز اسرائیلی دروزی و یک روزنامه‌نگار اسرائیلی در این انفجار کشته شدند.
در ماه مه ۱۹۹۹ نیروهای حزب‌الله همزمان به ۱۴ پاسگاه اسرائیلی و ارتش جنوب لبنان در جنوب لبنان حمله کردند. ایستگاه فرعی در محوطه بیت یاحون متعلق به ارتش جنوب لبنان تصرف شد و یک سرباز ارتش جنوب لبنان اسیر شد. جنگنده‌های حزب‌الله با یک نفربر زره پوش (APC) به راه افتادند. این منطقه توسط نیروی هوایی اسرائیل بمباران شد. APC در حومه جنوبی بیروت رژه رفت.
در یک نبرد قابل توجه، نیروهای حزب‌الله نیروهای ارتش اسرائیل را از تیپ جولانی مستقر در یک قلعه قدیمی غافلگیر کردند. دو سرباز اسرائیلی و سه مبارز حزب‌الله کشته شدند.
در اوت ۱۹۹۹، فرمانده حزب‌الله علی حسن دیب، معروف به ابو حسن، رهبر نیروی ویژه حزب‌الله، در یک عملیات نظامی اسرائیل ترور شد. دیب در صیدا در حال رانندگی بود که دو بمب کنار جاده با یک سیگنال از راه دور از بالای سر پهپاد منفجر شد.
به‌طور کلی، در طی سال ۱۹۹۹، ده‌ها مبارز حزب‌الله و امل کشته شدند. دوازده سرباز اسرائیلی و یک غیرنظامی نیز کشته شدند، یکی از آنها به‌طور تصادفی.

### ۲۰۰۰: عقب‌نشینی اسرائیل و فروپاشی ارتش لبنان جنوبی

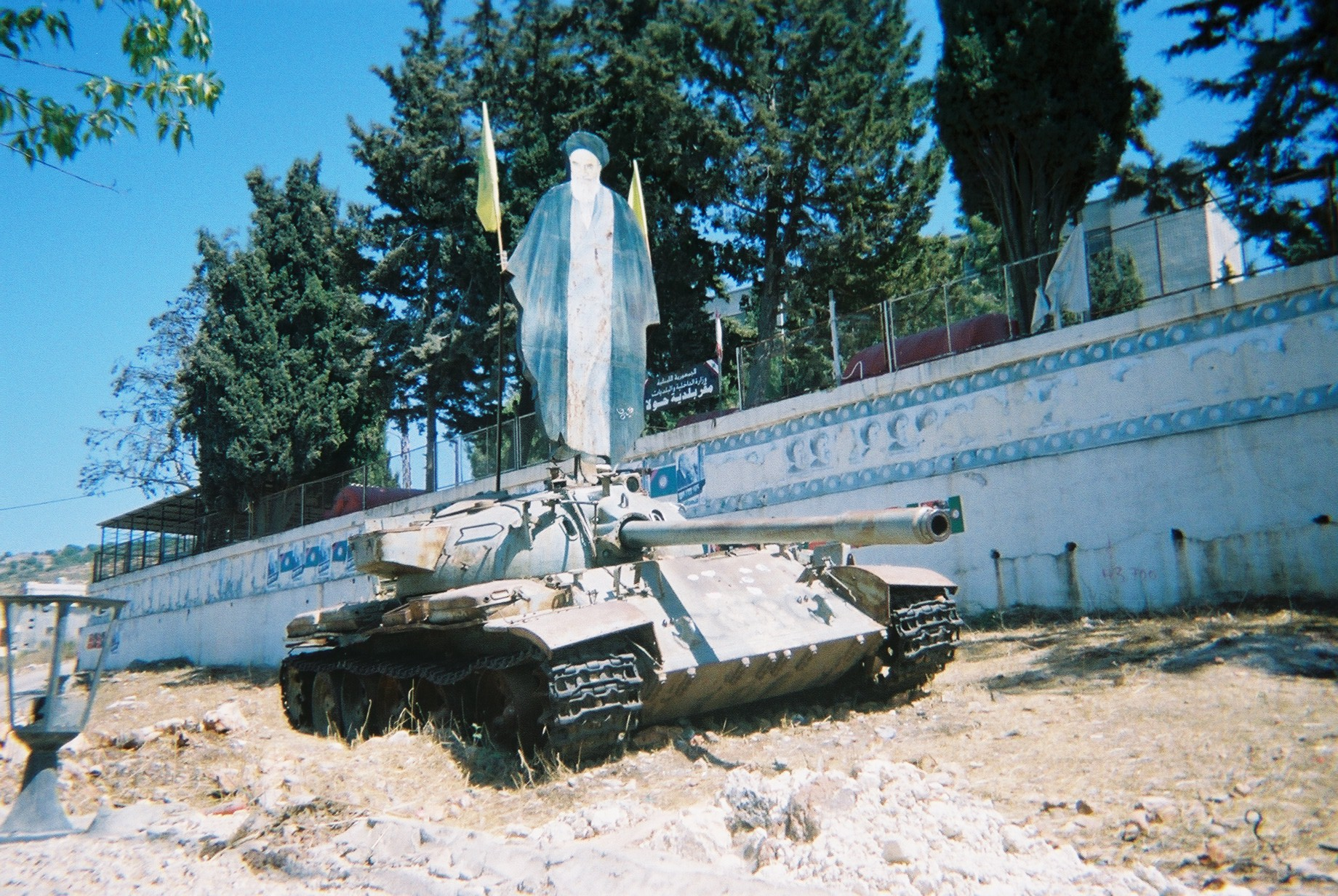
یک تانک ارتش جنوب لبنان غارت شده توسط حزب‌الله، شامل یک عکس چوبی از روح‌الله خمینی در روستای هولا

در ژوئیه ۱۹۹۹، ایهود باراک نخست‌وزیر اسرائیل شد و قول داد اسرائیل تا ژوئیه ۲۰۰۰ به‌طور یکجانبه از مرزهای بین‌المللی خارج شود. قبل از اقدامات وی، بسیاری معتقد بودند که اسرائیل تنها با رسیدن به توافق با سوریه از لبنان جنوبی خارج خواهد شد.
در ژانویه ۲۰۰۰، حزب‌الله فرمانده تیپ غربی ارتش جنوب لبنان، سرهنگ عقل هاشم را در خانه اش در حریم امنیتی ترور کرد. هاشم مسئول عملیات روزمره ارتش جنوب لبنان بود و کاندیدای اصلی جانشینی آنتوان لحد نیز بود. پس از این ترور، تردیدهایی در مورد رهبری ارتش جنوب لبنان (SLA) وجود داشت. تعقیب و ترور هاشم گام به گام مستند شد و فیلم‌ها از کانال تلویزیونی حزب‌الله شبکه المنار پخش شد. این عملیات و نحوه ارائه آن در رسانه‌ها، ضربه مهمی به روحیه در ارتش جنوب لبنان وارد کرد.
در طی بهار سال ۲۰۰۰، با آزار و اذیت مداوم پاسگاه‌های ارتش اسرائیل در سرزمین‌های اشغالی لبنان، عملیات حزب‌الله افزایش چشمگیری یافت. همزمان با آماده‌سازی برای طرح اصلی خروج، نیروهای اسرائیلی شروع به کنار گذاشتن چندین موقعیت رو به جلو در حریم امنیتی جنوب لبنان کردند. سرانجام در ۲۴ مه، اسرائیل اعلام کرد که همه نیروهای خود را از جنوب لبنان خارج خواهد کرد. تمام نیروهای اسرائیلی بیش از شش هفته قبل از آخرین مهلت اعلام شده خود در ۷ ژوئیه، تا پایان روز بعد از لبنان خارج شده بودند.
عقب‌نشینی اسرائیل منجر به فروپاشی ارتش جنوب لبنان و پیشروی سریع نیروهای حزب‌الله به منطقه شد. با عقب‌نشینی نیروهای دفاعی اسرائیل، هزاران نفر از شیعیان لبنانی برای بازپس‌گیری املاک خود به جنوب حمله کردند. این عقب‌نشینی به عنوان یک پیروزی برای حزب‌الله در نظر گرفته شد و محبوبیت آن را در لبنان افزایش داد. کامل بودن این عقب‌نشینی هنوز مورد بحث است زیرا دولت لبنان و حزب‌الله ادعا می‌کنند که اسرائیل هنوز کشتزارهای شبعا، یک قسمت کوچک از مرز لبنان - اسرائیل و سوریه را در اختیار دارد.
از آنجا که دولت لبنان مورد حمایت سوریه از تعیین مرز خود با اسرائیل امتناع ورزید، اسرائیل با نقشه نویسان سازمان ملل به رهبری هماهنگ‌کننده منطقه‌ای تریه رود لارشن همکاری کرد تا گواهی کند که اسرائیل از تمام خاک لبنان اشغالی خارج شده. در ۱۶ ژوئن ۲۰۰۰، شورای امنیت سازمان ملل به این نتیجه رسید که اسرائیل طبق قطعنامه ۴۲۵ شورای امنیت سازمان ملل (۱۹۷۸) شورای امنیت سازمان ملل متحد، نیروهای خود را از تمام لبنان خارج کرده‌است.
اسرائیل این اقدام را عقب‌نشینی تاکتیکی قلمداد کرد زیرا همیشه حریم امنیتی را به عنوان منطقه محافظت کننده برای دفاع از شهروندان اسرائیل در نظر می‌گرفت. با پایان دادن به اشغال، کابینه باراک تصور کرد که این باعث بهبود چهره جهانی خود نیز می‌شود. ایهود باراک استدلال کرد که «اگر اسرائیلی‌ها بدون توافق صلح یک طرفه عقب‌نشینی نمی‌کردند»، حزب‌الله در مبارزه با اشغالگر خارجی از مشروعیت بین‌المللی برخوردار می‌شد.

## عواقب

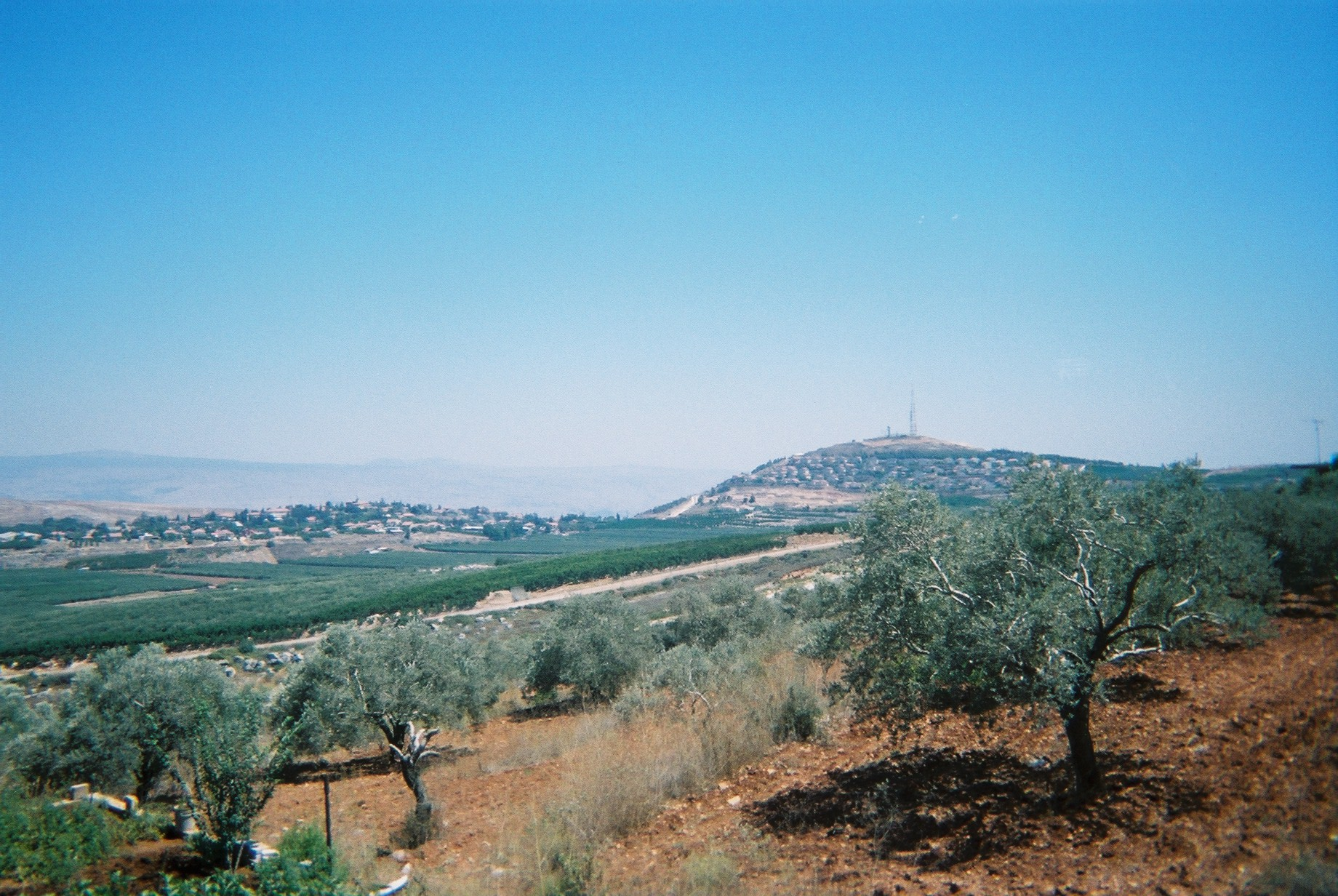
یک پاسگاه نیروی زمینی اسرائیل، در سال ۲۰۰۷، همان‌طور که از سمت لبنان در مرز دیده می‌شود

با عقب‌نشینی اسرائیل، ترس فزاینده‌ای مبنی بر انتقاد حزب‌الله از کسانی که تصور می‌کردند اسرائیل را حمایت کرده‌اند، در میان لبنانی‌های مسیحی جنوب لبنان گسترش یافت. در طی عقب‌نشینی و پس از آن حدود ۱۰ هزار لبنانی، عمدتاً مارونی، به جلیل گریختند. بعداً حزب‌الله با روحانیون مسیحی لبنان دیدار کرد تا به آنها اطمینان دهد که عقب‌نشینی اسرائیل یک پیروزی برای لبنان به عنوان یک ملت است، نه فقط یک فرقه یا شبه نظامی.
صلح آزمایشی ناشی از عقب‌نشینی دوام نیاورد. در ۷ اکتبر ۲۰۰۰، حزب‌الله به اسرائیل حمله کرد. در یک حمله مرزی، سه سرباز اسرائیلی که در مرزهای لبنان گشت زنی می‌کردند، مورد حمله قرار گرفتند و ربوده شدند. این رویداد به تبادل آتش ۲ ماهه بین اسرائیل و حزب‌الله، در درجه اول در خط الراس هرمون، انجامید. اجساد سربازان ربوده شده در مبادله زندانیان با حضور ۴۵۰ زندانی لبنانی در زندانهای اسرائیل در ژانویه ۲۰۰۴ به اسرائیل بازگردانده شد. زندانی دیرین لبنانی سمیر قنطار از این معامله مستثنی شد. اما دولت اسرائیل با «ترتیب دیگری» موافقت کرده بود که اسرائیل در صورت تهیه «اطلاعات ملموس دربارهٔ سرنوشت اسیر رون آراد» سمیر القونتار را آزاد کند.
طبق گفته‌های هارل و ایساکارف مرحله دوم معامله تبادل زندانیان فقط «یک حیله قانونی» بود. اسرائیل از اطلاعات ارائه شده توسط حزب‌الله راضی نبود و از آزادی الکونتار خودداری کرد.

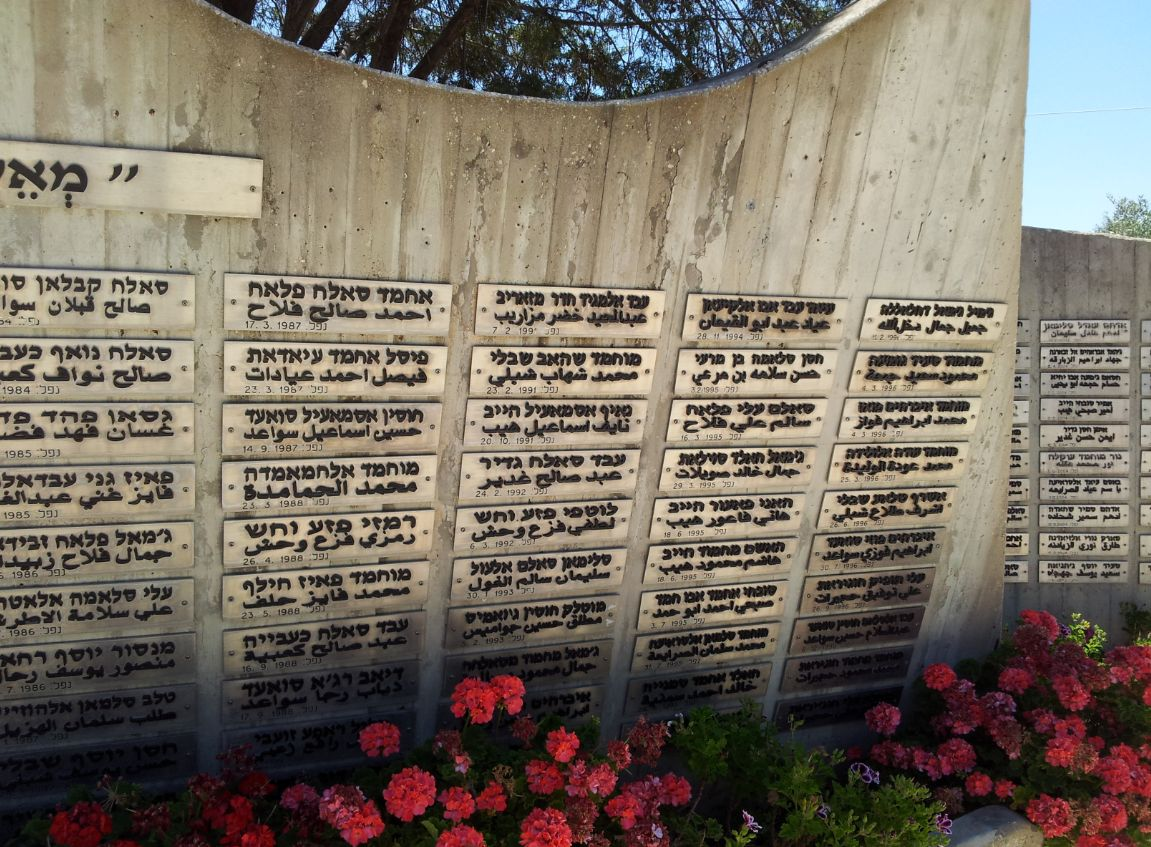
دیوار یادبود بادیه نشین ارتش اسرائیل.

در ژوئیه ۲۰۰۶، حزب‌الله هنگام بمباران شهرها و روستاهای اسرائیل، یک حمله مرزی را انجام داد. در طی این حمله، حزب‌الله موفق شد دو سرباز اسرائیلی را ربوده و هشت نفر دیگر را بکشد. برای تلافی جویی اسرائیل جنگ ۳۳ روزه جهت نجات سربازان ربوده شده و ایجاد یک منطقه حفاظتی در جنوب لبنان آغاز کرد.